# Laura de Pochaiv
La Laura del Santo Tránsito de María de Pochaiv o  Laura de la Santa Dormición de Pochaiv es un monasterio ortodoxo (laura) en Pochaiv, en el Raión de Kremenets del Óblast de Ternópil, Ucrania. El monasterio pertenece a la Iglesia Ortodoxa Ucraniana (Patriarcado de Moscú).Durante siglos, ha sido el principal centro espiritual e ideológico de varias denominaciones ortodoxas y católicas orientales en el oeste de Ucrania. El monasterio corona una colina de 60 metros en la ciudad de Pochaiv, 18 km al suroeste de Kremenets y 70 km al norte de Ternópil (en ucraniano: Свято-Успенська Почаївська Лавра, romanizado: Sviato-Uspenska Pochaivska Lavra, en ruso: Свято-Успенская Почаевская Лавра, en polaco: Ławra Poczajowska). 

## Historia

### Orígenes
Un primer registro del monasterio en Pochaiv data de 1527, aunque una tradición local afirma que fue establecido tres siglos antes, durante la invasión mongola, por varios monjes fugitivos del Monasterio de las Cuevas de Kiev o del Santo Monte Athos. Cuenta la leyenda que la Theotokos (madre de Dios) se apareció a los monjes en forma de columna de fuego, dejando su huella en la roca sobre la que se encontraba. Esta huella llegó a ser venerada por la población local y por los hermanos debido a las propiedades curativas y medicinales del agua que brotaba de ella.
En el siglo XVI, la abadía era lo suficientemente próspera como para mandar a construir una catedral de piedra y albergar una concurrida feria anual. Su prestigio aumentó aún más en 1597, cuando una dama noble, Anna Hoyska, presentó al monasterio sus extensas tierras y un icono milagroso de la Theotokos de la Virgen de Pochayev. Esta imagen, tradicionalmente conocida como Nuestra Señora de Pochaiv, fue entregada a Hoiska por un obispo búlgaro que pasaba y ayudó a curar a su hermano de la ceguera.

### San Job de Pochaiv
En 1604, a la comunidad monástica se le unió Job de Pochayev cuyo nombre anterior era Iván Zalizo, un conocido fiel servidor del cristianismo oriental en unión con la entonces recién reconocida Iglesia Ortodoxa Rusa del patriarcado moscovita, fue crítico de la Unión de Brest. Anteriormente asociado con la imprenta del príncipe Ostrogski, Zalizo estableció su propia imprenta en Pochaiv en 1630, que abasteció a toda Galitzia y Volinia con literatura teológica ortodoxa rutenia. La imprenta continuó funcionando hasta 1924, cuando fue llevada primero a Checoslovaquia, luego a Múnich y luego, en 1946, al Monasterio de la Santísima Trinidad en Jordanville, Nueva York.
Zalizo recibió el nombre monástico de Job y fue elegido higúmeno del monasterio. Job introdujo una disciplina estricta y otras reformas de la vida monástica. Durante su mandato, el monasterio tuvo que defenderse de los incesantes ataques de los herederos de Hoyska, en particular Andrzej Firlej, Castellano de Belz, que demandó a los monjes por el legado de su abuela. En 1623, Firlej asaltó el monasterio, llevándose consigo el icono sagrado y conservándolo hasta 1641, cuando una decisión judicial finalmente devolvió el icono a los monjes. Job de Pochaiv murió el 25 de octubre de 1651 y poco después fue glorificado como santo.

### En unión con Roma

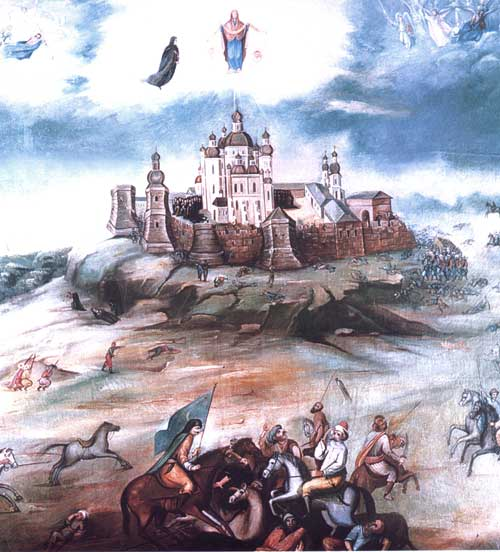
Vista de Pochaiv a principios del.

Durante la guerra de Zbarazh de 1675, el claustro fue sitiado por el ejército turco, que supuestamente huyó al ver la aparición de la Theotokos acompañada de ángeles y San Job. Según la leyenda, las flechas de los soldados tucos fueron repelidas y el ejército se marchó.
Según algunas fuentes, Teófanes Prokopóvich, un reformador ruteno de la Iglesia Ortodoxa Rusa, tomó votos monásticos en Pochaiv; posteriormente visitó el monasterio con su soberano, Pedro el Grande, en 1712.
Después de 1720, el monasterio fue entregado a los monjes basilios católicos griegos. En 1773, Potocki (que originalmente era católico de rito romano y luego se pasó al rito greco-católico) solicitó al Papa que reconociera el icono de Pochaiv como milagroso y a San Job como un santo católico. Sólo se aceptó la primera petición. Tras la muerte de Potocki en 1782, fue enterrado en la Catedral del Tránsito de María, cuya construcción había subvencionado.

### Entre Polonia y Rusia

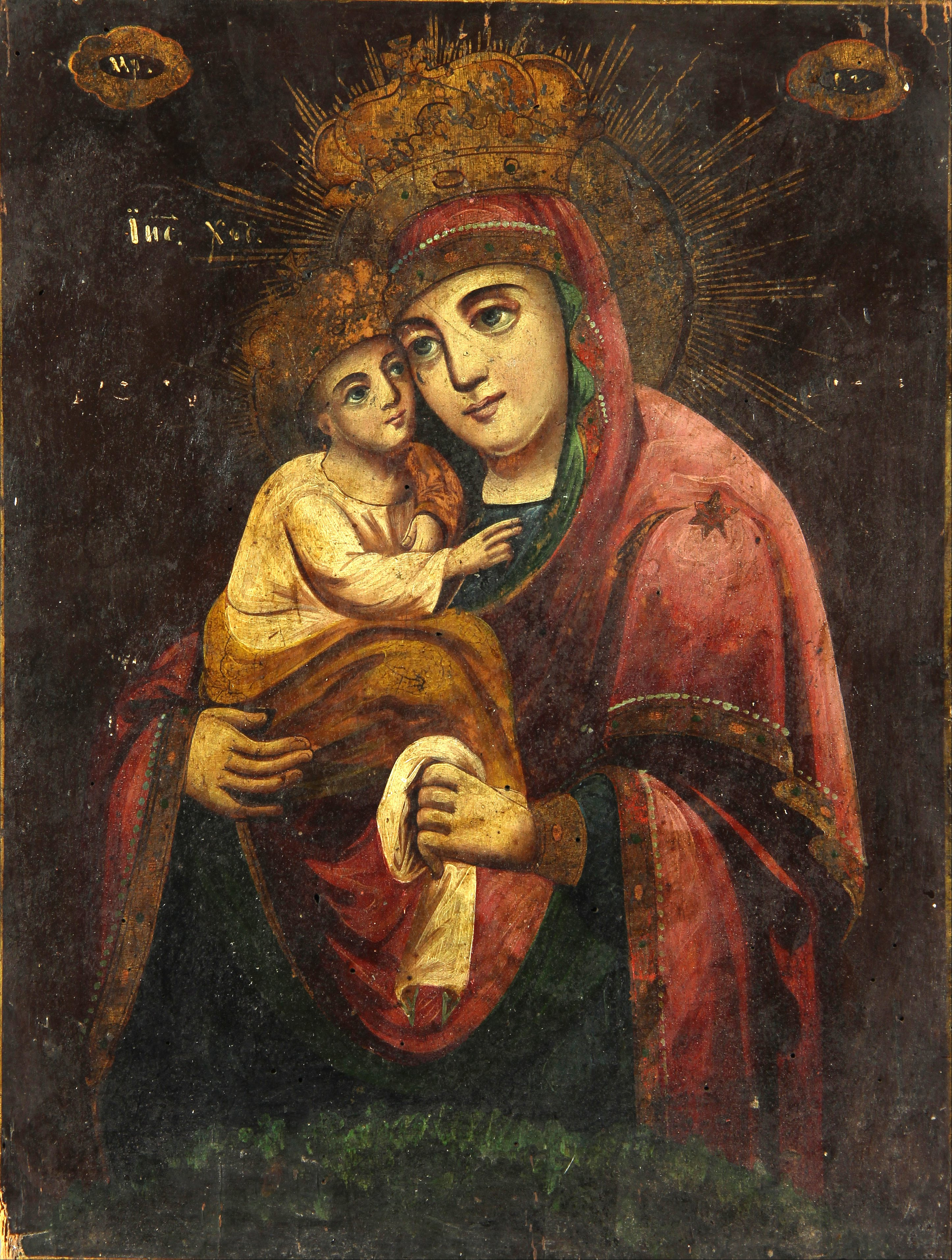
La Virgen de Pochaiv, 1840. Museo Iván Honchar.

En 1795 como resultado de la Tercera Partición de Polonia, Volinia se convirtió en parte del Imperio Ruso. Aunque comenzó una reversión de los católicos griegos a la ortodoxia rusa, las autoridades imperiales rusas no presionaron de inmediato para confiscar las propiedades de aquellos que optaron por no hacerlo. Además, la tipografía y las escuelas religiosas del monasterio siguieron utilizando el latín, mientras que el principal idioma de comunicación era el polaco. Sin embargo, las primeras tendencias rusófilas se manifestaron en ese momento. Treinta años después de la división de Polonia, el obispo ortodoxo de Volinia, Stefan, escribió al emperador Alejandro I solicitando que el monasterio de Pochaiv fuera entregado a la Iglesia ortodoxa rusa en 1823, pero su solicitud fue rechazada inicialmente. Sin embargo, fue solo nueve años después, en 1831, después del apoyo greco-católico al Levantamiento de noviembre, que Nicolás I de Rusia ordenó que el claustro fuera entregado a los adherentes de la Iglesia Ortodoxa Rusa; el monasterio fue re-consagrado como entidad ortodoxa bajo la comunión del patriarcado moscovita el 10 de octubre de ese año (poniendo así fin a 110 años de vida monástica greco-católica).
Dos años más tarde, en 1833, el monasterio recibió el estatus de laura y se convirtió en la residencia de verano de los obispos ortodoxos rusos de Volinia. Hacia fines del siglo XIX, Pochaiv se convirtió en la meca de los peregrinos ortodoxos de todo el imperio ruso y los Balcanes. Su imagen políticamente simbólica como un bastión occidental de la ortodoxia imperial (estando a solo varios kilómetros de los greco-católicos en la Galitzia gobernada por Austria) fue ampliamente utilizada para propagar el paneslavismo.
Durante los primeros días de la Primera Guerra Mundial, miles de ucranianos de Galitzia peregrinaron a la laura y algunos se convirtieron a la ortodoxia rusa, después de que las fuerzas imperiales rusas arrasaran gran parte de Galitzia. 
Después de la Revolución de Octubre de 1917, otro saqueo por parte de los bolcheviques, los movimientos ucranianos de corta duración y la guerra polaco-soviética en 1920, el oeste de Volinia fue transferido a Polonia bajo los términos de la Paz de Riga. En 1921, la laura se encontró en un estado de crisis, con poca comida y mucho daño físico causado por casi una década de disturbios. El factor más preocupante para los monjes, sin embargo, era a qué Iglesia debían someterse. Como la mayoría de las comunidades ortodoxas rusas que se encontraban fuera de la URSS y, por lo tanto, fuera de cualquier posible control eclesiástico por la perseguida Iglesia ortodoxa rusa, el Iglesia ortodoxa de Constantinopla acordó asumir el papel de Moscú y la laura se convirtió en parte de la Iglesia ortodoxa polaca en 1923.
Hasta finales de la década de 1920, la laura fue un lugar pacífico y reparó muchos de sus edificios dañados. Fue el primer monasterio completo en tener su propia electricidad. 
El Archimandrita Vitali, el director de la imprenta del monasterio, evacuó la imprenta del monasterio después de la Revolución Rusa. Luego huyó a Checoslovaquia, donde comenzó una nueva hermandad y reanudó sus publicaciones. Esta nueva Hermandad de San Job de Pochaiv se mudó de Checoslovaquia a Alemania y, finalmente, a América, donde se unió al Monasterio de la Santísima Trinidad cerca de Jordanville, Nueva York, y el ahora Arzobispo Vitali se convirtió en su abad. El Monasterio de la Santísima Trinidad continuó así con el legado editorial de San Job de Pochaiv.

### Segunda Guerra Mundial
En 1939, bajo los términos del Protocolo Secreto del Pacto Molotov-Ribbentrop, Volinia Occidental fue anexada a la RSS de Ucrania. La postura antirreligiosa de los gobiernos soviéticos se convirtió en la nueva fuente de opresión, aunque la forma ucraniana de esta persecución fue algo menos rígida que en las tierras rusas a principios de la década de 1920. La laura se autotransfirió al Patriarcado de Moscú, durante este tiempo miles de peregrinos ortodoxos, de toda la URSS, bajo su propio riesgo, aprovecharon la oportunidad de visitar el claustro que temían compartiría el destino de todos los demás en la URSS. No fue así, aunque la laura fue registrada a fondo, el ganado monástico, el orfanato y otros servicios comunales que proporcionaba a la comunidad local fueron rápidamente confiscados, la gran cantidad de visitantes impidió que los soviéticos tomaran medidas inmediatas contra un lugar que una vez más se había convertido en un refugio para la ortodoxia.
Cuando la Alemania nazi invadió la URSS el 22 de junio de 1941, los alemanes no cerraron la laura, pero confiscaron todo lo que los soviéticos no pudieron habían podido tomar. Durante este tiempo se formó la Iglesia Ortodoxa Autocéfala Ucraniana. Los alemanes apoyaron esta iglesia y le transfirieron por la fuerza algunas de las propiedades ortodoxas. Sin embargo, la laura de Pochaiv se negó a seguir, lo que llamó, un cisma. En cambio, en 1941 se convirtió en el centro del movimiento "Autonomista", que reclamaba la subordinación jurisdiccional a Moscú y al mismo tiempo era libre de actuar independientemente de Moscú mientras el Patriarca de Moscú estuviera bajo control soviético. Al restablecer el patriarcado, la iglesia ortodoxa rusa tomó una fuerte posición prosoviética contra los nazis y participó en la resistencia en los territorios bajo los nazis y proporcionó refugio a la población local de la persecución alemana. En agosto de 1944, el Ejército Rojo liberó Volinia.

### Historia reciente
Después de la guerra, la laura estaba situada en un territorio que contenía la mayor concentración de parroquias ortodoxas de la URSS. Su posición como bastión de la ortodoxia rusa patrocinada por el estado en el oeste de Ucrania se reforzó aún más en 1948 después de que el Sínodo de Leópolis, organizado por el estado soviético, puso fin a la Unión de Brest y disolvió por la fuerza el catolicismo griego en el este de Galitzia, convirtiéndolos a la ortodoxia rusa. Sin embargo, la actitud permisiva de posguerra hacia la religión en la Unión Soviética terminó rápidamente con la nueva política de deshielo de Nikita Khrushchev a fines de la década de 1950. 
A fines de la década de 1980, después de que la Unión Soviética relajara sus restricciones sobre la religión, el antiguo Museo del Ateísmo se cerró y se convirtió primero en una escuela teológica, que a su vez se convirtió en un seminario en 1991. Al mismo tiempo la Iglesia Bizantina, en Unión con la Santa Sede de Roma, ahora la Iglesia Católica Griega Ucraniana, fue revivida, al igual que la Iglesia Ortodoxa Autocéfala Ucraniana. La comunidad de la laura rechazó tener simpatía por estas comuniones recién restauradas, atribuyéndolo en parte a algunos métodos violentos que se emplearon, con la ayuda de paramilitares nacionalistas, contra las parroquias de la Iglesia Ortodoxa Rusa de Moscú y reaccionaron formando un regimiento cosaco pro-moscovita para salvaguardar las parroquias ortodoxas rusas. Sus militantes cosacos impidieron la incautación de las comunidades ortodoxas en Volinia y en Ucrania por parte de las jurisdicciones del patriarcado ucraniano o greco-católico de Kiev.
En abril de 2015, los diputados del consejo regional de Ternópil votaron a favor de la transferencia de la Laura del Santo Tránsito de María de Pochaiv al estado.

## San Anfiloquio de Pochaiv

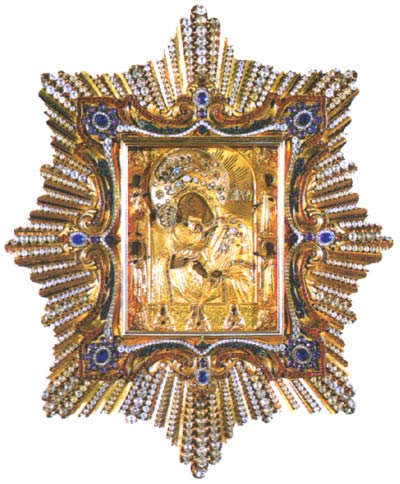
Icono sagrado de la Theotokos de Pochaiv, engastado en la diadema de oro obsequiada por el Papa Clemente XIV.

El 12 de mayo de 2002, la Iglesia ortodoxa ucraniana canonizó al monje Anfiloquio (Amfilohiy) de Pochaiv. Anfiloquio de Pochaiv (de nombre Yakiv Holovatyuk 1894-1971) nació el 27 de noviembre de 1894 en el pueblo de Mala Ilovytsya, en el distrito de Shumsk del óblast de Ternópil en el oeste de Ucrania. En 1925 se hizo monje y se unió a la comunidad de la laura de Pochaiv. En 1936, Anfiloquio recibió el rango de hieromonje (sacerdote-monje) y sus dones curativos atrajeron la atención de muchas personas. El archimandrita de la laura bendijo al monje y le permitió instalarse en una pequeña choza cerca del cementerio. En los veranos, la peregrinación a Anfiloquio (entonces llamado padre Josef) fue aumentando, llegando a 500 personas diarias. El 11 de mayo de 2002, fue canonizado por la Iglesia Ortodoxa después de que la comisión de la iglesia investigara su vida. Justo antes de Pascua, sus reliquias fueron descubiertas completamente intactas. Llegaron más de 20,000 peregrinos ortodoxos para participar en la veneración de San Anfiloquio. Muchas curaciones ocurrieron cuando la gente vino a tocar sus reliquias.

## Edificios

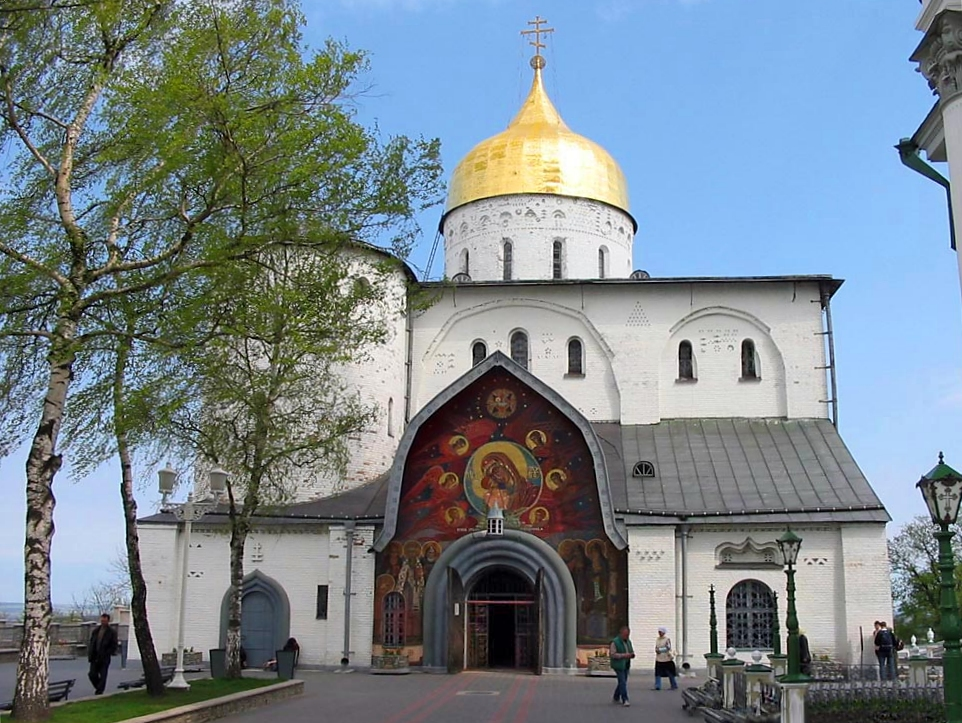
Catedral de la Trinidad
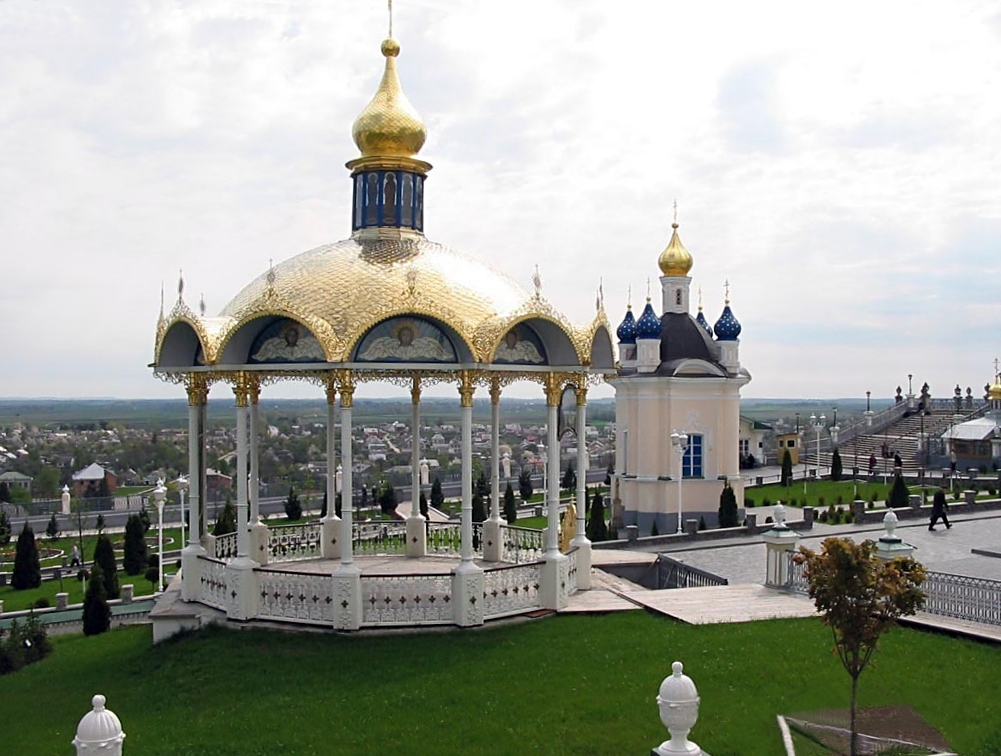
Altar de verano y Capilla del 2000 aniversario de Jesucristo

La laura está dominada por la Catedral del Tránsito de María, concebida por Nicholas Potocki como la más grande de las iglesias greco-católicas y construida entre 1771 y 1783 según los diseños del arquitecto alemán Gottfried Hoffmann. El exterior de la catedral, con dos altas torres que flanquean la fachada, está rigurosamente formulado en el estilo de transición entre el barroco y el neoclasicismo. Varias estructuras como una capilla de invierno de 1862 y un refectorio, se encuentran junto a la iglesia principal.
Después de que el clero greco-católico volviera a la ortodoxia, el refinado interior de la catedral tuvo que ser completamente renovado para cumplir con los requisitos ortodoxos tradicionales. Después de un incendio en 1874, las obras de arte internas fueron repintadas por el académico Vasilyev y también participó el escultor Poliyevski. La catedral contiene la tumba de Nicholas Potocki y dos grandes santuarios de Pochaiv: la huella y el icono de Theotokos.
Al sureste de la Catedral de la Asunción se encuentra el campanario de 65 metros, uno de los más altos de Ucrania, erigido en cuatro niveles entre 1861 y 1869. Su campana más grande, hecha en 1886, pesa 11.5 toneladas.
Cerca se encuentra la Catedral de la Trinidad, construida entre 1906 y 1912 con un diseño de Alekséi Shchúsev. El exterior austero de la catedral se basa en la arquitectura medieval del norte de Rusia, mientras que los pórticos cuentan con mosaicos simbolistas y pinturas de Nicholái Roerich.
Las iglesias rupestres de San Job y de San Antonio y Teodosio se encuentran en su mayor parte bajo tierra. Su construcción comenzó en 1774 y se llevó a cabo en varias etapas, la última en 1860. La iglesia de San Job contiene un famoso regalo de la condesa Orlova, un relicario de plata con reliquias de ese santo.

Las construcciones más recientes incluyen dos capillas, una para conmemorar el 400 aniversario de la transferencia del icono sagrado de Theotokos que se completó en 1997. En el año 2000 se construyó otra capilla para honrar el segundo milenio desde el nacimiento de Cristo.

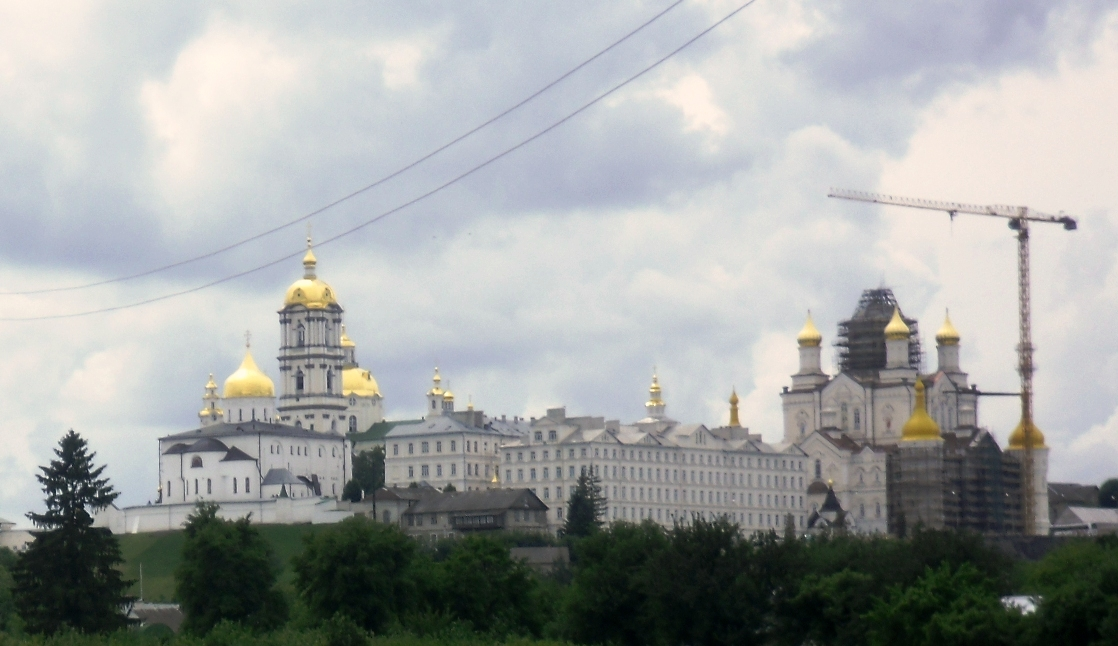
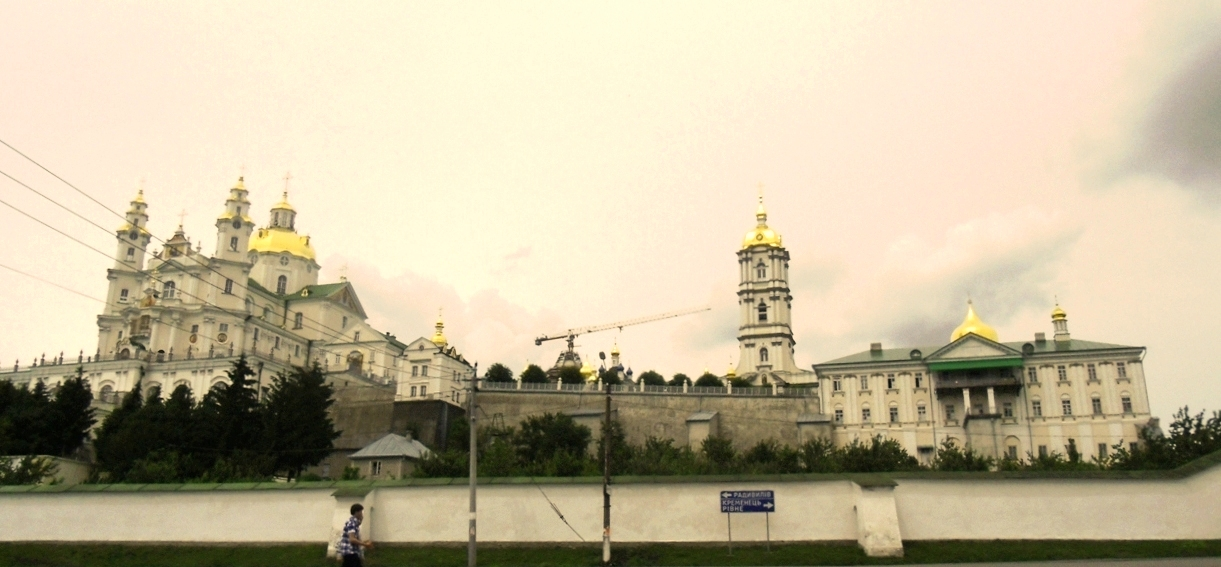
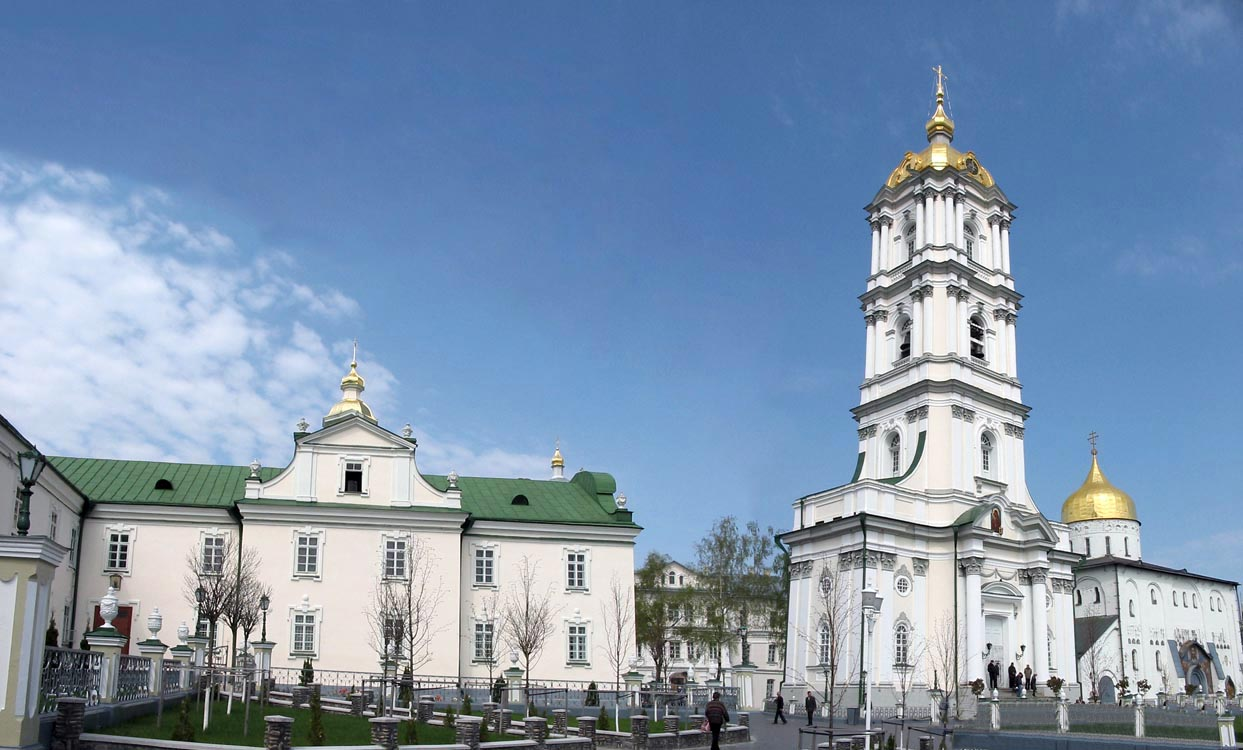
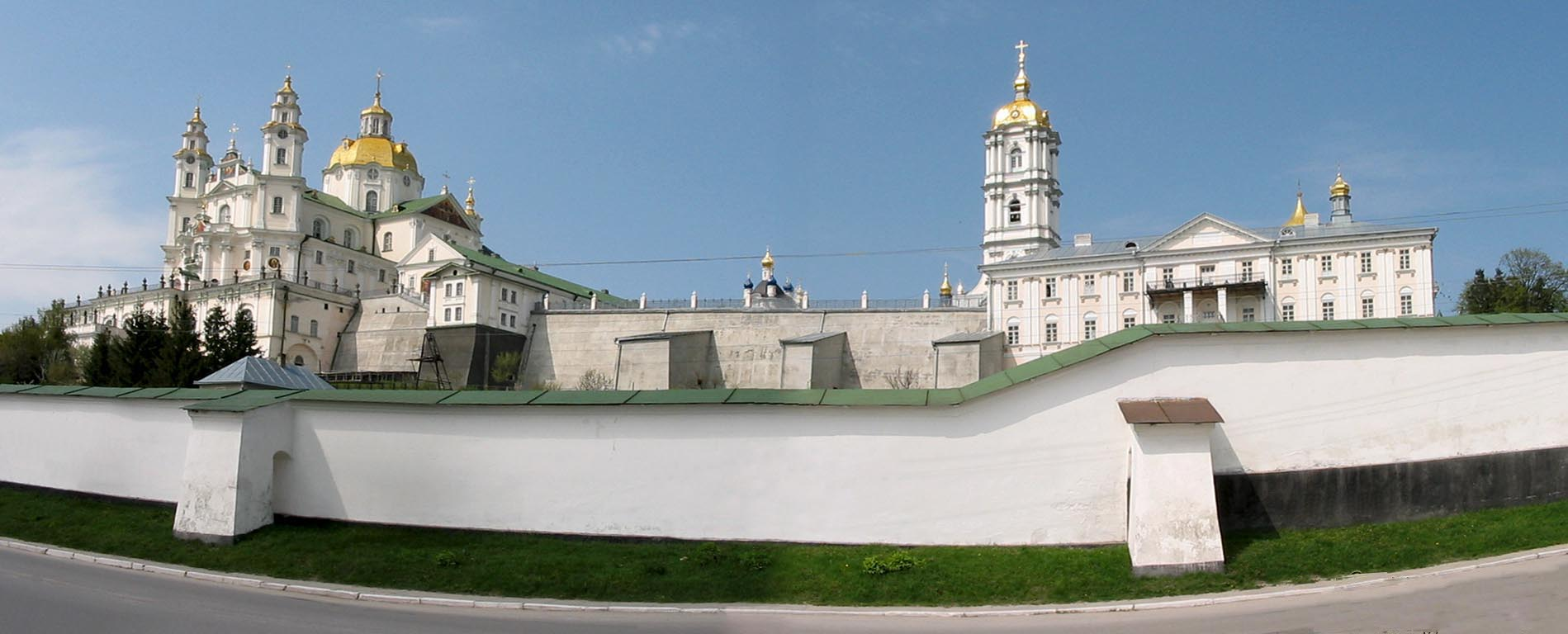
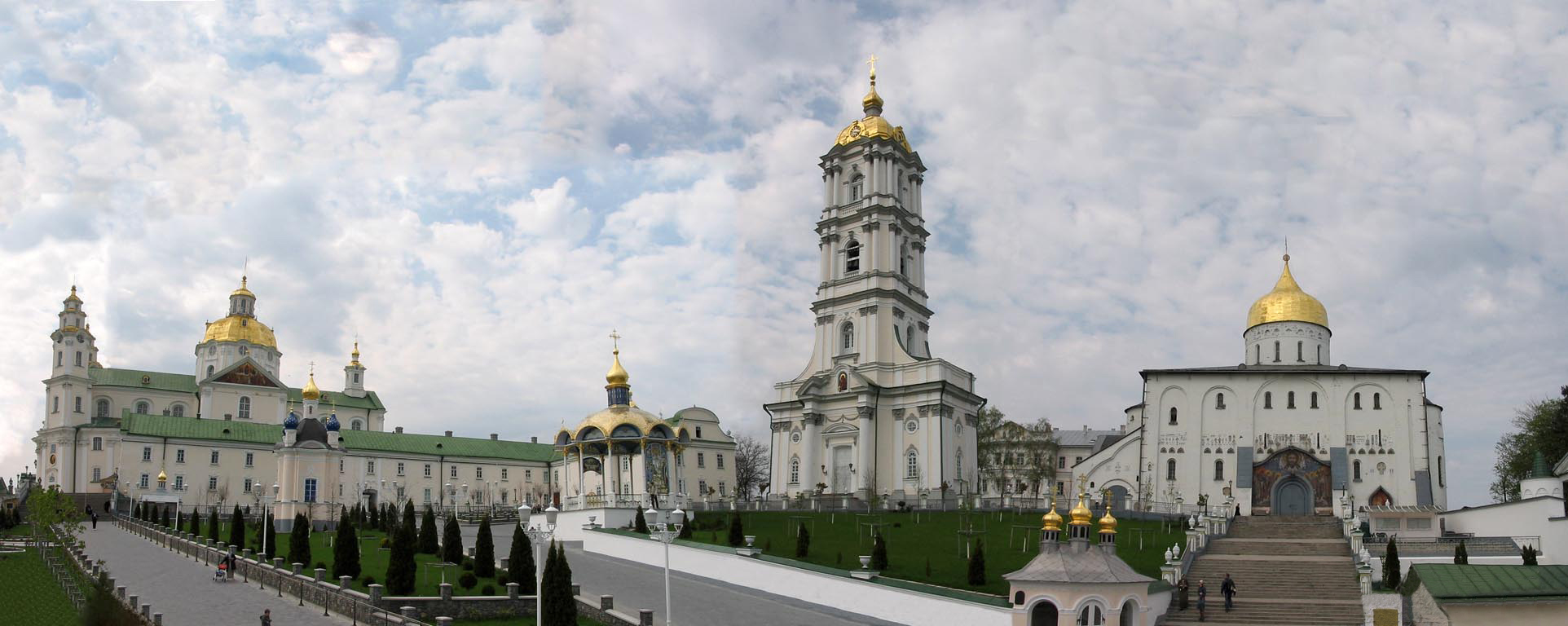
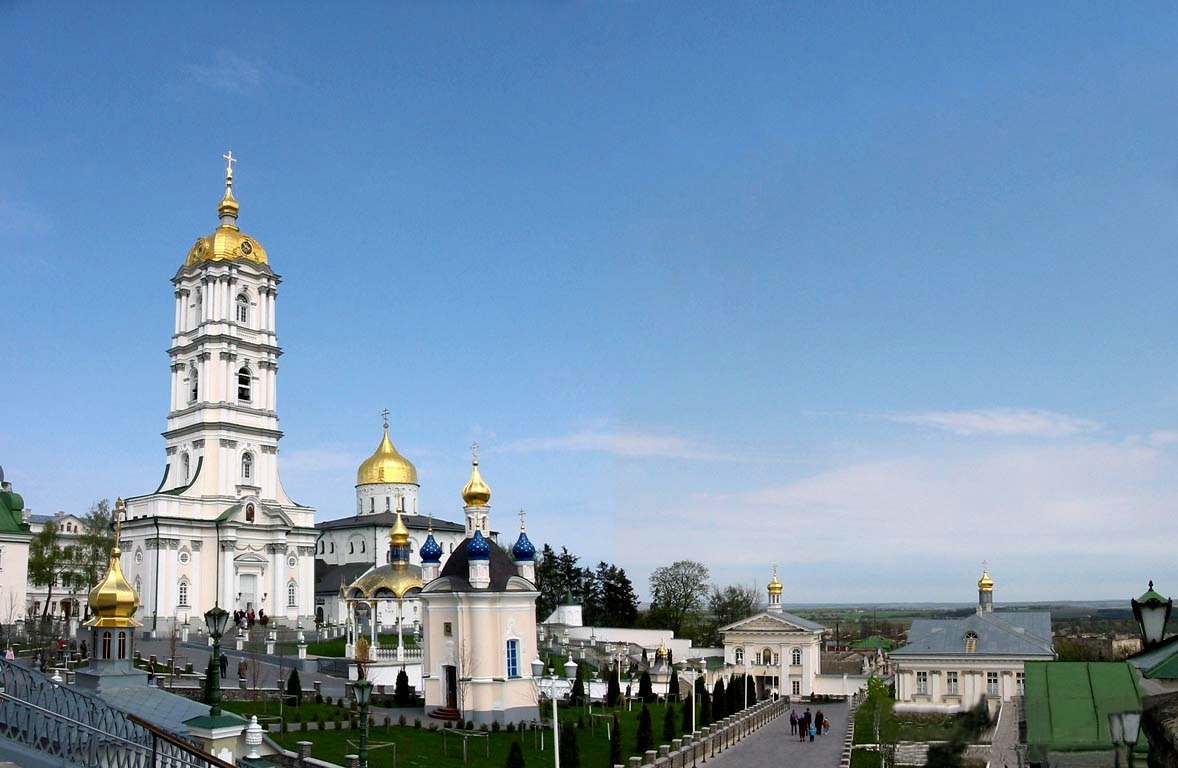